# Тлайлух
Тлайлух — село в Хунзахском районе Дагестана. Административный центр сельского поселения Тлайлухский сельсовет.

## Географическое положение
Расположено на реке Хебдареч в 17 км к северо-западу от районного центра села Хунзах.

## Население
| 1888 | 1895 | 1926 | 1939 | 1970 | 1989 | 2002 |
| ---- | ---- | ---- | ---- | ---- | ---- | ---- |
| 164  | ↗171 | ↗209 | ↗254 | ↗285 | ↘252 | ↗377 |
| 2010 | 2021 |      |      |      |      |      |
| ↘375 | ↗423 |      |      |      |      |      |

По данным Всероссийской переписи населения 2010 года — моноэтничное аварское село.

## Известные уроженцы
- Абасов, Магомед Абасович — аварский поэт, народный поэт Республики Дагестан (1995).